# Wysoka Krajeńska (przystanek kolejowy)
Wysoka Krajeńska − przystanek kolejowy w Wysokiej Krajeńskiej, w Polsce, w województwie kujawsko-pomorskim, w powiecie sępoleńskim.